# Agron z Ilirii
Agron (gr.: Άγρων, Àgrōn) (zm. 230 p.n.e.) – król iliryjskich Ardiajów od ok. 250 p.n.e. do swej śmierci. Starszy syn Pleuratosa II, króla Ardiajów.
Agron stworzył na wybrzeżu Morza Adriatyckiego silne królestwo Ardiajów, sięgające od granic Epiru po tereny plemienia Dalmatów ze stolicą w Skodrze. Po zjednoczeniu pod swą władzą sąsiadujących plemion, postanowił rozpocząć ekspansję w kierunku południowym na terytoria rządzone dawniej przez Aleksandra I, króla Epiru. Po opanowaniu pewnych części Epiru, zajął Czarną Korkyrę, Epidamnos oraz Faros i obsadził swoją załogą. Kiedy jego flota zagroziła innym wyspom, mieszkańcy wyspy Issa uciekli się pod opiekę Rzymu. Ci mieli zbadać zarzuty Agrona skierowane przeciw nim. Agron uprawiał także korsarstwo na obszarze Adriatytu sięgając nawet do Peloponezu.
W r. 231 p.n.e. Demetriusz II, król Macedonii, przekonał pieniędzmi Agrona do udzielenia pomocy akarnańskiemu miastu Medeon, które było oblegane przez Etolów. Ilirowie w sile pięciu tysięcy żołnierzy zostali przewiezieni na stu lemboi (lekkie okręty wiosłowe), po czym małymi grupkami zaatakowali o świcie Etolów. Zajęli ich obóz, uprowadzili łupy na statki i wrócili do domu. Agron tak był zadowolony z wyprawy, że zaczął się oddawać pijatykom i innym podobnym hulankom, aż zapadł na zapalenie płuc. W jej wyniku po kilku dniach zmarł. Pozostawił po sobie małego syna Pinnesa z żony Triteuty. Władzę po nim przejęła druga żona Teuta, działająca w imieniu nieletniego pasierba. Posłowie rzymscy, Gajusz i Juliusz Korunkaniusze, interweniowali na rzecz mieszkańców Issy już po śmierci Agrona. Zostali oni odprawieni z niczym przez regentkę Teutę.
Polibiusz, historyk grecki, poinformował, że Agron, król Iliryjczyków, syn Pleuratesa, posiadał największą potęgę lądową i morską wśród wszystkich królów, jacy przed nim panowali nad Ilirią (ks. II, rozdz. 2).